# Ligne des cataractes
Une ligne des cataractes ou encore ligne des chutes (connu en anglais sous le terme Fall line ou plus rarement Fall Zone) est une structure géomorphologique superficielle de type rupture de pente au niveau de laquelle le lit des cours d’eau la traversant perdent de l’altitude plus ou moins brutalement. Cela résulte généralement en la présence de cascades et chutes d’eau le long de cette ligne, lui donnant ainsi son nom. Les lignes des cataractes ont eu d’importantes conséquences historiques et économiques, en particulier sur  l'aménagement du territoire aux États-Unis.

## Origine
Une ligne des cataractes se forme généralement à l’interface stratigraphique entre un socle cristallin d’origine orogénique et des dépôts sédimentaires d’origine maritime. Cette zone limitrophe, qui peut être large de dizaine de kilomètres, correspond de fait à une ancienne ligne de rivage d’un océan. Cette bande de terrain à la forme d’une ceinture se forme sous l’action d’érosion différentielle par les éléments et les cours d’eau. La géomorphologie résultante est principalement due à la différence de dureté entre le socle cristallin dur et les couches sédimentaires plus tendres. Ainsi les cours d’eau arrivant au niveau de l’interface stratigraphique creusent profondément les couches sédimentaires résultant en la formation de chute d’eau à ce niveau.

## Occurrences
Des lignes des cataractes sont présentes sur tous les continents, là où les plaines côtières rencontrent les socles cristallins des masses continentales.  Elles se retrouvent en Amérique du Nord (Côte Est des États-Unis), en Amérique du Sud (Brésil), en Afrique, le sous-continent Indien et l’Australie (côte Ouest).
La ligne des cataractes la plus étudiée reste celle de la côte Est des États-Unis, portant le nom éponyme de Fall line.

### Ligne des cataractes aux États-Unis
La ligne des cataractes de la côte Est des États-Unis (Fall line) correspond à l’ancienne côte atlantique du Mésozoïque et forme une ceinture géologique d’environ 30 km de large présente de l’Alabama jusqu’au Maine. L’interface stratigraphique est ici formé par les roches dures (gneiss) du Piedmont des Appalaches d’une part et les roches sédimentaires de la plaine côtière atlantique d’autre part.

#### Découverte par les colons
La ligne des cataractes a été découverte par Christopher Newport et John Smith lors de leur remontée des rivières dans la région de Jamestown.

#### Importance historique
Cette ligne des cataractes a eu une importance historique considérable, à la fois stratégique et économique du XVIIe au XIXe siècle. Cette ligne des chutes forme en effet une barrière naturelle à la navigation fluviale, l’une des voies d’accès principales à l’intérieur des terres. Les chutes d’eau et rapides qui sont présents au niveau de la ligne des cataractes sont d’un dénivelé de près de 40 mètres, et une source d’énergie hydromotrice qui a été exploitée par la construction de barrages. Ces facteurs ont été propices à l’implantation des villes coloniales et leur industrialisation.

#### Liste des villes installées sur la ligne des cataractes, par État
Le nombre de villes majeures implantées à proximité de la ligne des cataractes s’élève à environ une vingtaine.
- New York: Rochester
- New Jersey: Trenton
- Pennsylvanie: Philadelphie
- Virginie: Richmond
- Maryland: Conowingo ; Baltimore
- District de Columbia : Washington, D.C.
- Caroline du Sud: Columbia
- Géorgie: Augusta, Columbus, Macon, Milledgeville

#### Liste des rivières traversant la ligne des cataractes
- Susquehanna
- le Delaware
- Schuylkill
- le Patapsco
- le Potomac
- James River
- Savannah
- Chattahoochee
- Ocmulgee
- Oconee
- le Kennebec
- Merrimack
- Connecticut
- Brandywine
- Rappahannock
- Appomattox
- Roanoke
- Neuse
- Pedee
- Wateree
- Congaree